# ليليا جناوي
ليليا جناوي (من مواليد 25 مايو 1997 ) هي لاعبة كرة طائرة جزائرية. شاركت في بطولة العالم لأندية الكرة الطائرة النسائية 2014 FIVB . 

## روابط خارجية
- الملف الشخصي في FIVB.org